# Isola della Fonte della Luna
Isola della Fonte della Luna este o arie protejată (arie specială de conservare — SAC, sit de importanță comunitară — SCI) din Italia întinsă pe o suprafață de 867 ha, integral pe uscat.

## Localizare
Centrul sitului Isola della Fonte della Luna este situat la coordonatele 41°49′48″N 14°10′17″E / 41.83°N 14.171389°E.

## Înființare
Situl Isola della Fonte della Luna a fost declarat sit de importanță comunitară în septembrie 1995 pentru a proteja 13 specii de animale. Situl a fost protejat și ca arie specială de conservare în martie 2017.

## Biodiversitate
Situată în ecoregiunea mediteraneană, aria protejată conține 3 habitate naturale: Galerii de Salix alba și de Populus alba, Liziere de ierburi înalte hidrofile de câmpie și de nivel montan până la alpin, Râuri mediteraneene cu debit permanent cu specii de Paspalo-Agrostidion și galerii riverane de Salix și de Populus alba.
La baza desemnării sitului se află mai multe specii protejate:
- păsări (9): stârc cenușiu (Ardea cinerea), ciuf-de-pădure (Asio otus), erete de stuf (Circus aeruginosus), erete vânăt (Circus cyaneus), erete cenușiu (Circus pygargus), ciocănitoare pestriță mare (Dendrocopos major), egretă mică (Egretta garzetta), vânturel de seară (Falco vespertinus), gaia neagră (Milvus migrans)
- mamifere (2): liliac cârn (Barbastella barbastellus), vidră de râu (Lutra lutra)
- nevertebrate (1): Osmoderma eremita
- pești (1): Rutilus rubilio

Pe lângă speciile protejate, pe teritoriul sitului au mai fost identificate 4 specii de plante, 1 specie de nevertebrate, 1 specie de pești.